# Jaskinia w Kleninie
Jaskinia w Kleninie – największa jaskinia Gorców. Znajduje się w zboczu Łazisk opadającym do przysiółka Klenina w Kamienicy w województwie małopolskim, w powiecie limanowskim.

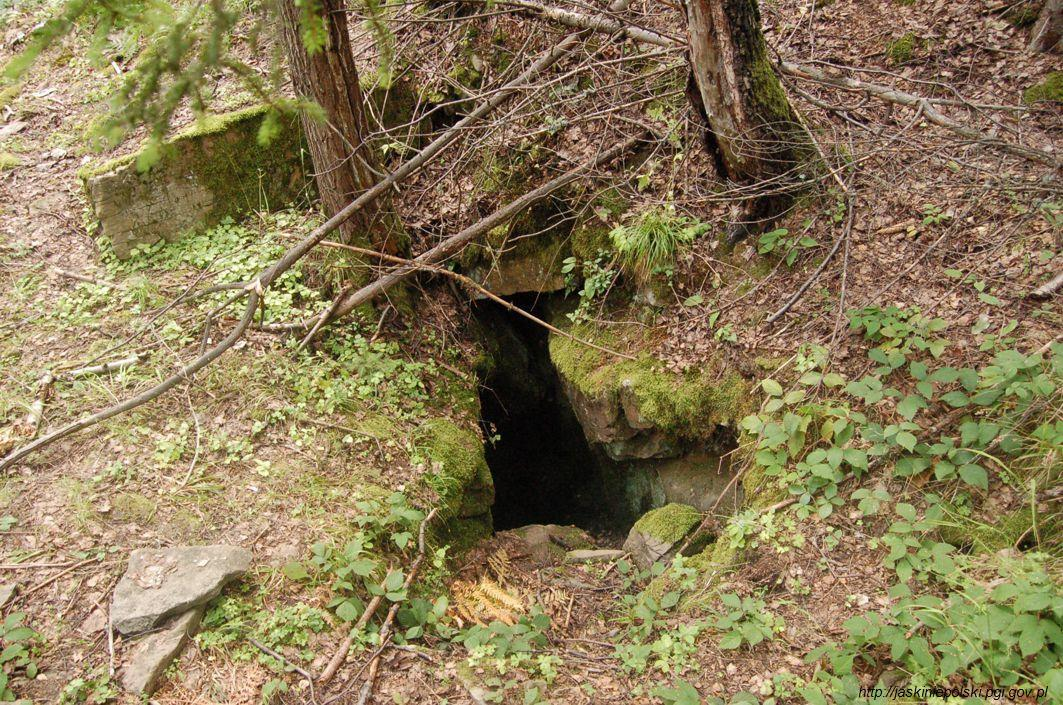
Otwór jaskini

## Opis jaskini
Wejście do jaskini znajduje się w pobliżu źródeł Górkowego Potoku, na wysokości 689 m n.p.m. Długość jaskini wynosi 52,5 metrów, a jej deniwelacja 12 metrów.
Od małego otworu wejściowego idzie wąski, idący lekko w dół, szczelinowy korytarz dochodzący do niewielkiej sali nazwanej Komorą. W jej północno-zachodniej części zaczyna się wysoki, ale wąski korytarz prowadzący do Wielkiej Sali. Odchodzi z niej niewielka salka kończąca się szczelinowym korytarzykiem oraz kilka krótkich szczelin.
Jaskinia jest typu osuwiskowego. Zamieszkują ją nietoperze. Ściany są suche, brak jest na nich roślinności.
Jaskinia znana od dawna. Była schronieniem dla partyzantów podczas II wojny światowej. Jednak jej pierwszy plan i opis sporządzili dopiero we wrześniu 2008 roku Krzysztof Buczek, Andrzej Chlebek, Radosław Błachut.